# Луј-Фердинанд Селин
Луј-Фердинанд Детуш, познатији под псеудонимом Луј-Фердинанд Селин, био је француски лекар и писац, познат по роману Путовање накрај ноћи.

## Биографија

### Детињство и младост
Луј-Фердинанд Детуш рођен је 27. маја 1894. године у граду Курбвоа, недалеко од Париза. Отац му је (као и деда) завршио студије књижевности, док му је мајка била трговац. Породица му је припадала нижој грађанској класи. Детињство је провео у Паризу, где се школовао; ради усавршавања за посао трговца, неко време је провео у Немачкој и Енглеској.

### Војска и остала занимања
Године 1912, је добровољно отишао у војску; 1914. године је имао чин коњичког подофицира. Исте године је тешко рањен у руку за шта је добио одликовање. Неспособан за наставак војничке службе, радио је разне друге послове. 1915. се запослио у канцеларији за пасоше у Лондону где се оженио Францускињом Сузан Небу; убрзо ју је напустио, а брак никада није ни регистрован у француском конзулату. Након тога је отпутовао у Камерун, као запосленик шумарске компаније. 1918. године, исцрпљен од маларије и дизентерије, вратио се у Француску. Следеће године се оженио Едит Фоле с којом је добио ћерку Колет. 1920. уписао је Медицински факултет, а докторску титулу стекао 1924. Бавио се научним радом и отворио приватну лекарску ординацију. Након неког времена напустио је породицу и запослио се као лекар у Друштву народа. Много је путовао, боравио у Африци, истраживао радне услове у Фордовој фабрици у Детроиту.
С америчком плесачицом Елизабет Крејг, 1928. године, вратио се у Француску; у Паризу је отворио приватну ординацију. 1932. под псеудонимом Селин (крсно име баке) објавио је роман Путовање накрај ноћи који доживљава приличан успех. Следеће године га је Елизабет напустила, а он је касније пронашао у Калифорнији, удату за јеврејског адвоката. И даље је много путовао. 1935. у Паризу је упознао 23-годишњу плесачицу, Лусет Алманзор (1912-2019), коју је касније оженио и остао с њом до краја живота.
Године 1936, објавио је роман Смрт на почек, такође добро прихваћен од публике. Исте године путовао је у Совјетски Савез, а због незадовољства неуспелим путовањем и стаљинистичким системом потом написао антикомунистички памфлет Mea culpa. У напетој предратној атмосфери наставио је са објављивањем пацифистичких и антисемитских памфлета у којима је тврдио да је нови рат део јудео-марксистичке завере (Трице за једно крвопролиће и Школа за лешеве). Селинов антисемитизам је, додуше, предмет спорова будући да је етикету "Јеврејин" аутор био склон лепити свакоме, па и самом Хитлеру, а и уопште је био склон мизантропији. Због изношења оваквих ставова још пре рата је доживљавао разне непријатности.

### Ратно и послератно време
Почетак рата дочекао је као лекар на француском бојном броду, касније је наставио са лечењем француских избеглица, а радио је и у поликлиници у Безонс. 1943. објавио је роман Guignol's band. Иако није био посебно повезан са окупаторима, а екстремној десници је сметао његов пацифизам, међу припадницима Покрета отпора је сматран издајником и колаборационистом. Да би избегао предвиђену казну, почетком савезничких операција са женом је побегао у Немачку. У бекству се придружио члановима и присталицама вишијевске владе те је успут помагао њиховим рањеницима. Кроз разорену Немачку се успео пробити до Данске, где је већ пре сместио своју уштеђевину.
Од Данске је већ крајем 1945 затражено Селиново хапшење и изручење. Власти су га ухапсиле и 14 месеци је провео у данским затворима након чега је пуштен због лошег здравља. Време је проводио са женом у малој колиби на балтичкој обали. 1950. је у Француској осуђен на годину дана затвора и конфискацију имовине. Многи интелектуалци ангажовали су се да би му помогли. 1951. добио је амнестију и са женом се вратио у Француску. Опет је отворио приватну ординацију недалеко од Париза, и живи веома повучено и наставља са писањем. Његове радове је објављивала водећа издавачка кућа Галимар иако у јавности нису добро примљени. Умро је 1. јула 1961.

## Дела
- Путовање накрај ноћи (Voyage au bout de la nuit, 1932)
- Смрт на почек (Mort à crédit, 1936)
- Mea culpa (1936)
- Трице за једно крвопролиће (Bagatelle pour un massacre, 1937)
- Школа за лешеве (l'École des cadavres, 1938)
- Север (Nord, 1960)
- Guignol's Band (1944)
- Вилинске чаролије за неки други пут (Féerie pour une autre fois 1952)
- Од замка до замка (D'un château l'autre, 1957)
- Guignol's band II / Лондонски мост (Guignol's band II / Le pont de Londres (1964) 1964)